# Nordmazedonische Eishockeynationalmannschaft
Die nordmazedonische Eishockeynationalmannschaft ist die Auswahlmannschaft des nordmazedonischen Eishockeyverbandes.

## Geschichte
Der nordmazedonische Eishockeyverband ist seit dem 4. Oktober 2001 Mitglied des Eishockeyweltverbandes IIHF. 
2011 wurde erstmals eine nationale Auswahlmannschaft aufgestellt, die im März 2011 das erste Freundschaftsspiel gegen das bulgarische Vereinsteam Red Star Sofia in Skopje absolvierte. Nordmazedonien verlor dieses Spiel mit 1:4.
Im Januar 2015 bestritt Nordmazedonien mit zwei Freundschaftsspielen gegen die bulgarische U20-Auswahl die ersten internationalen Spiele überhaupt und konnte im zweiten Spiel den ersten Sieg feiern.
Die ersten offiziellen Länderspiele Nordmazedoniens fanden am 20. und 21. Januar 2018 statt. In Sarajevo traf man auf die Bosnisch-herzegowinische Eishockeynationalmannschaft. Das erste Spiel gewann Nordmazedonien mit 8:7, im zweiten unterlag man mit 6:7. Den Development Cup 2018 gewann Nordmazedonien mit fünf Siegen in fünf Spielen.

### Statistik
| Gegner                  | Sp | S | N | Tore  |
| ----------------------- | -- | - | - | ----- |
| Andorra                 | 2  | 2 | 0 | 15:07 |
| Bosnien und Herzegowina | 2  | 1 | 1 | 14:14 |
| Irland                  | 1  | 1 | 0 | 09:06 |
| Portugal                | 2  | 2 | 0 | 14:07 |
| Gesamt                  | 7  | 6 | 1 | 52:34 |